# Psychotria magnisepala
Psychotria magnisepala är en måreväxtart som beskrevs av Cornelis Eliza Bertus Bremekamp. Psychotria magnisepala ingår i släktet Psychotria och familjen måreväxter. Det är en klätterväxt med glänsande blad på båda sidorna, vita blommor och gröna frukter.
Inga underarter finns listade i Catalogue of Life.